# 卡德里·哈兹比乌
卡德里·哈兹比乌（1922年7月15日—1983年9月10日）是阿尔巴尼亚社会主义人民共和国的政治家、党和国家领导人，阿尔巴尼亚劳动党中央政治局委员，阿尔巴尼亚国防部部长、内务部部长、国家安全局局长。1982年被卷入穆罕默德·谢胡自杀后的“大清洗”，遭到逮捕处决。

## 生平
1922年，出生于发罗拉区马弗洛瓦村的农民家庭。
1936年，在发罗拉商业学校学习。
1941年，因从事反法西斯运动，被学校开除。
1942年，参加游击队，任游击队政委、教导员。
1949年，任国家安全局局长。
1951年，被授予少将。
1952年，阿共二大，为中央委员。
1954年，任内政部部长。
1956年，阿共三大，仍为中央委员。
1957年，晋升中将。
1961年，阿共四大，为中央政治局候补委员。
1965年，随团访问中国。
1966年，阿共五大，仍为中央政治局候补委员。
1970年，随团二次访问中国。
1971年，阿共六大，为中央政治局委员。
1976年，阿共七大，仍为中央政治局委员。
1980年，任国防部长。
1981年，阿共八大，仍为中央政治局委员。
1982年，被捕，被指控叛国罪。
1983年，处决。